# Bristol Perseus
Bristol Perseus byl britský devítiválcový hvězdicový motor vyráběný firmou Bristol od roku 1932. Šlo o první letecký motor se šoupátkovým rozvodem.

## Specifikace (Perseus XII)

### Technické údaje
- Typ: 9válcový, vzduchem chlazený, přeplňovaný hvězdicový motor
- Vrtání: 146 mm
- Zdvih: 165 mm
- Objem válců: 24,9 l
- Průměr: 1 405 mm
- Délka: 1 245 mm
- Suchá hmotnost: 465 kg

### Součásti
- Rozvodový systém: šoupátkový rozvod
- Palivový systém: karburátor (Claudel-Hobson)
- Palivo: 87oktanový benzín
- Chladicí soustava: chlazení vzduchem

### Výkony
- Výkon: 
  - 830 k (619 kW) při 2 650 ot./min. (vzletový výkon)
  - 905 k (675 kW) při 2 750 ot./min. ve výšce 1 980 m
- Měrný výkon: 0,59 hp/in³ (26,75 kW/l)
- Kompresní poměr: 6,75:1
- Měrná spotřeba paliva: 0,43 lb/(hp·h) (261 g/(kW·h))
- Poměr výkon/hmotnost: 0,88 hp/lb (1.45 kW/kg)